# トルデシリャス条約
トルデシリャス条約（トルデシリャスじょうやく、ポルトガル語: Tratado de Tordesilhas, スペイン語: Tratado de Tordesillas）は、1494年6月7日にスペイン帝国とポルトガル王国の間で結ばれた条約。
1492年、クリストファー・コロンブスが西大西洋のアジア大陸と思われる地域に到達したことで、ポルトガルとスペインの不安定な関係が危ぶまれた。ジョアン2世が西方への航海のために艦隊を準備しているという知らせを受け、フェルナンド2世とイザベル1世は新しく発見された土地の所有権と統治権をめぐって外交協議を開始した。スペインとポルトガルの代表団は1493年4月から11月まで会合を開き議論を重ねたが、合意には至らなかった。
フェルナンドとイザベルはスペイン人で前バレンシア行政官であり、ナポリ王との紛争中であったローマ教皇アレクサンデル6世を使って、「新世界」における紛争をスペインにとって有利に解決するため、教皇アレクサンデル6世に先行する勅書を上書きするように要請した。当時のカメラ・アポストリカ（教皇庁の行政システムにおける中央財政委員会）はスペイン裁判所の延長線上にあるようなもので、ポルトガルの請求権を事実上清算する勅書を次々と確保した。
こうした成立上の経緯から1493年の教皇アレクサンデル6世の教皇勅書インテル・カエテラには、ポルトガルとスペインの双方とも全く注意を払わなかった。その代わりに1494年にはトルデシリャス条約を交渉、締結した。

## 概要
本条約において西アフリカのセネガル沖に浮かぶベルデ岬諸島の西370レグア（約2000km）の海上において子午線に沿った線（西経46度37分）の東側の新領土がポルトガルに、西側がスペインに属することが定められた。
名称の由来は、条約が批准されたカスティーリャのトルデシリャスの地名からとられている。
条約調書の原本は2007年にスペインとポルトガルの共同申請で、ユネスコの記憶遺産に登録された。
サラゴサ条約もまた同じ意図によって、1529年に両国の間で批准された条約である。

## トルデシリャス条約
1492年、クリストファー・コロンブスが「インド」（実際には西インド諸島）に到達し、帰還したことによって、ポルトガル・スペイン両国において「新世界」への冒険的航海がブームとなった。しかしコロンブス以前から、船団の到達先において両国はしばしば争い、抜本的な解決策が求められていた。
すでに1481年に布告された教皇シクストゥス4世の回勅『エテルニ・レギス』（永遠の王）で、カナリア諸島以南の新領土はすべてポルトガルに与えられると定められていた。ところが1493年になるとスペイン出身であった教皇アレクサンデル6世が自国に便宜をはかろうとし、カーボベルデの西わずか100レグアの地点を通過する子午線を境界線（教皇子午線）に、それより東側はポルトガルに優先権を認めるにせよ、西側の土地はすべてスペイン領にするという回勅『インテル・チェテラ』を布告した。西方への航海熱が高まっていた時代、当然ポルトガルのジョアン2世にとってこの裁定は面白くなかった。
そこでジョアン2世はスペインのフェルディナンド2世と直接交渉し、1494年に教皇子午線からさらに西に270レグア進んだ子午線を境界線とするトルデシリャス条約を締結した。1506年にはアレクサンデル6世の次の教皇、ユリウス2世による確認を受け、この取り決めは教皇庁にも認められることになる。
スペインはこの条約のおかげでアメリカ大陸の全域で優先権を持つことができた。ただ、現在のブラジルにあたる領土は1500年にペドロ・アルヴァレス・カブラルが到達したため、ポルトガルに与えられた。この条約はアジアにも適用されると考えられていたが、経度の厳密な測定が困難だったこの時代にはアジアにはどのように適用されるのかよくわからず、再度の論争が起こることになった。ただ、この条約についてスペインもポルトガルも過度にこだわった様子はなく、アメリカ大陸にポルトガルが植民活動をおこなうことをスペインも黙認している。
フランス、イギリス（イングランド）、オランダといった国々はこの条約によって領土獲得の優先権から締め出される形となった。この状況を打破するには、スペインやポルトガルの船団に対して海賊行為をおこなうか、（このころはまだ難しかった）教皇の決定を無視するかという選択肢しかなかった。こうして新領土獲得から締め出された国々の心情は、フランソワ1世のものとされる「（新領土から締め出される根拠とされた）アダムの意志とはいったい何か？」という言葉によくあらわされている。

## サラゴサ条約
マゼラン艦隊の生き残りを引き継いだフアン・セバスティアン・エルカーノが世界一周航海を成し遂げて1522年にヨーロッパへ帰還すると、新しい疑問が起こってきた。それは地図上に南北に線をひいてスペインとポルトガルの境界を定めていても、地球が丸いなら不完全なもので、もう一本線を引かなければ分割の意味をなさないのではないかという当然の疑問であった。
特に両国は当時、東南アジアのモルッカ諸島の帰属をめぐって熾烈な争いを繰り広げていた。モルッカ諸島は当時の貴重品であった香辛料の一大産地だったからである。なお、この時代の「モルッカ諸島」というのは現代でいうところのマルク諸島、ブル島やセラム島を指している。さらにはモルッカ海を囲む島々も「モルッカ諸島」に分類され、香辛料の産地として有名であった。
こうしてアジアにおける線引きのための交渉がおこなわれ、新たに発効されたのが1529年4月22日に批准された「サラゴサ条約」である。サラゴサ条約はモルッカ諸島の東297.5レグアを通る子午線を第二の境界とした。これは位置的にはブル島の東1425km、東経144度30分の位置にあたり、この子午線はニューギニア島中央部を通る。ポルトガルはこの条約を結んでアジアにおける地位を保全してもらうかわりに、スペインに賠償金を支払っている。これによってポルトガルのマカオにおける権益が承認された。ただ、この条約もまた、スペイン・ポルトガル両国とも厳密さには執着せず、たとえばスペインはオーストラリア全域における優先権を獲得したが、ポルトガルによる調査を禁止した形跡はない。そして、本来フィリピンは子午線から大きく離れた西側にありポルトガルの優先権が与えられるはずだが、この条約では正式にスペイン領となった。

## 教皇勅書の効果
1493年に発布されたアレクサンデル6世の教皇勅書インテル・カエテラの効力はスペイン、ポルトガルの両国において無視され、代わりにトルデシリャス条約を二国間の協議で締結した。1512年、ポルトガルが香料諸島を発見したことを受けて、スペインは1518年にアレクサンデル6世が世界を2つに分けたという説を唱えたが、この頃までには他のヨーロッパ諸国は、教皇が新世界のような広い地域の主権を贈与する権利があるという考え方を完全に拒否していた。スペイン国内でもフランシスコ・デ・ビトリアのような有力者がインテル・カエテラの有効性を否定していた。スペインはローマ教皇庁の教皇勅書に基づく領有権を放棄しなかったが、スペイン王家は大西洋の境界線をめぐってローマ教皇の制裁を求めることもしなかった。むしろスペインはポルトガルと直接交渉をすることを選んだ。
1537年の教皇勅書スブリミス・デウスによって教皇アレクサンデル6世の教皇勅書インテル・カエテラは無効にされたという。